# Neolycaena
Neolycaena is een geslacht van vlinders van de familie Lycaenidae, uit de onderfamilie Theclinae.

## Soorten
- N. connae Evans, 1932
- N. pretiosa (Lang, 1884)
- N. rhymnus (Eversmann, 1832)
- N. sinensis (Alphéraky, 1882)
- N. tengstraemi (Erschoff, 1874)